# Georg Andreas Sorge
Georg Andreas Sorge (nacido el 21 de marzo de 1703 en Mellenbach de Turingia y fallecido el 4 de abril de 1778 en Lobenstein) fue un organista, compositor y sobre todo un importante teórico de la música. Sus referencias a Johann Sebastian Bach demuestran que fueron amigos, componiendo incluso tres fugas para órgano utilizando el motivo conocido como BACH. Se inscribió en la Correspondierende Societät der musicalischen Wissenschaften del matemático amigo de Bach Lorenz Christoph Mizler en 1747, justo un mes después que Bach.
Los escritos de Sorge sobre bajo cifrado y armonía son de mucha calidad y sus ideas sobre el temperamento justo sobresalen incluso por encima de las de J. G. Neidhardt (aunque todavía admitía la coma de 1⁄12 como la unidad indivisible de medida. Citó a Bach como "testigo" de que el temperamento de semitono de coma 1⁄6 habitual, era inadecuado para la armonía moderna y descartó el Temperamento de Kinrberger como "no bueno".
Compuso, a la manera de Bach y antes de Kuhnau, dos compilaciones de su obra para teclado: el Clavier Übung en tres partes con 18 sonatas para clave (1738–c.1745) y el Clavier Übung en dos partes con 24 preludios para órgano o clave (1739–42).